# レダと白鳥

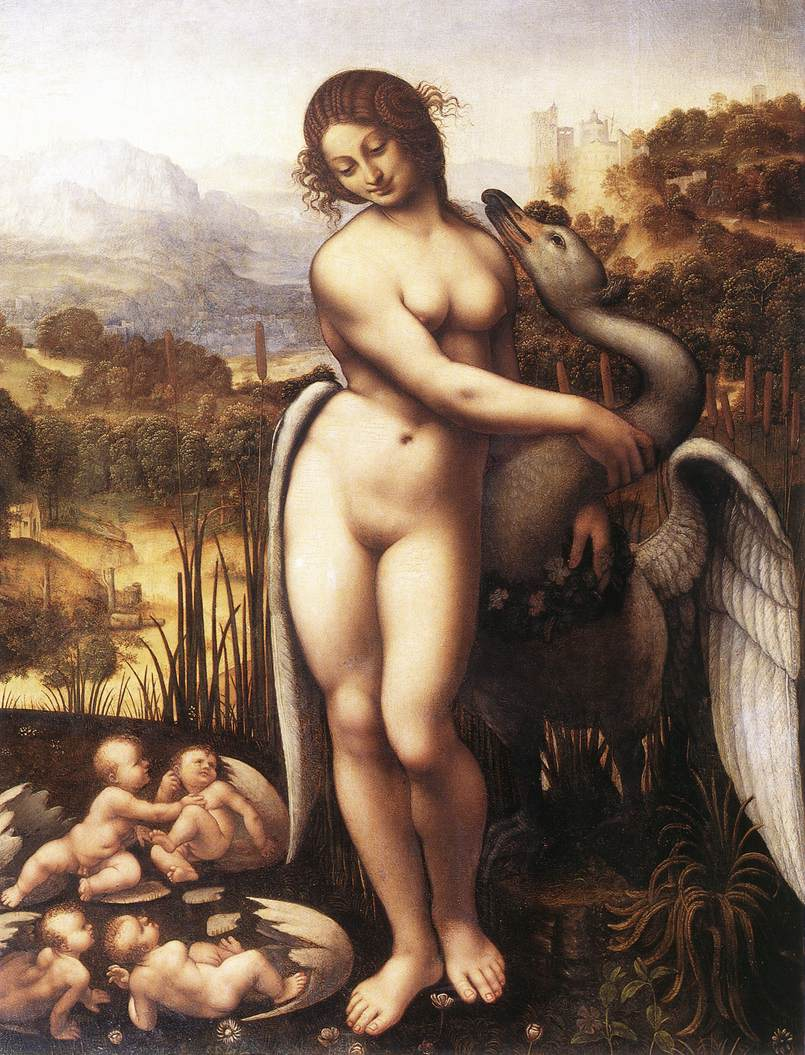
現存していないレオナルド・ダ・ヴィンチの絵画（1515年 - 1520年）のチェザーレ・ダ・セスト（Cesare da Sesto）による模写

レダと白鳥（レダとはくちょう） は、ギリシア神話の主神ゼウスが白鳥に変身し、スパルタ王テュンダレオースの妻であるレダ（レーダー）を誘惑したというエピソードをもとにした、西洋の彫刻や絵画などにおける題材（モチーフ）。
ギリシア神話では、レダは、カストールとポリュデウケース（ポルックス）のディオスクーロイの双生児、後にミュケーナイ王アガメムノーンの妃となったクリュタイムネーストラー、トロイア戦争の発端の一つとなった絶世の美女ヘレネーの母である。一説では、カストールとクリュタイムネーストラーは人間の夫テュンダレオースの子で、ポリュデウケースとヘレネーは神であるゼウスの子だとされるが、これには色々な説がある。
このモチーフは古代ローマ時代の大規模な作品ではあまり見られず、彫刻ではティモセオス (en:Timotheos) の立像彫刻が有名な程度で、他にはカメオ、宝石、指輪、テラコッタ・オイル・ランプなどの小さな装飾に用いられている。古代ローマの詩人オウィディウスや作家フルゲンティウス (en:Fabius Planciades Fulgentius) の作品によって、中世ヨーロッパでレダと白鳥のエピソードはよく知られており、イタリアルネサンス期の古典的官能表現とともに広く取り上げられるモチーフとなった。多くの芸術家が独自の『レダと白鳥』を描いており、詩人のイェイツも『レダと白鳥』（Leda and the Swan）という詩を書いている。

## 性愛描写

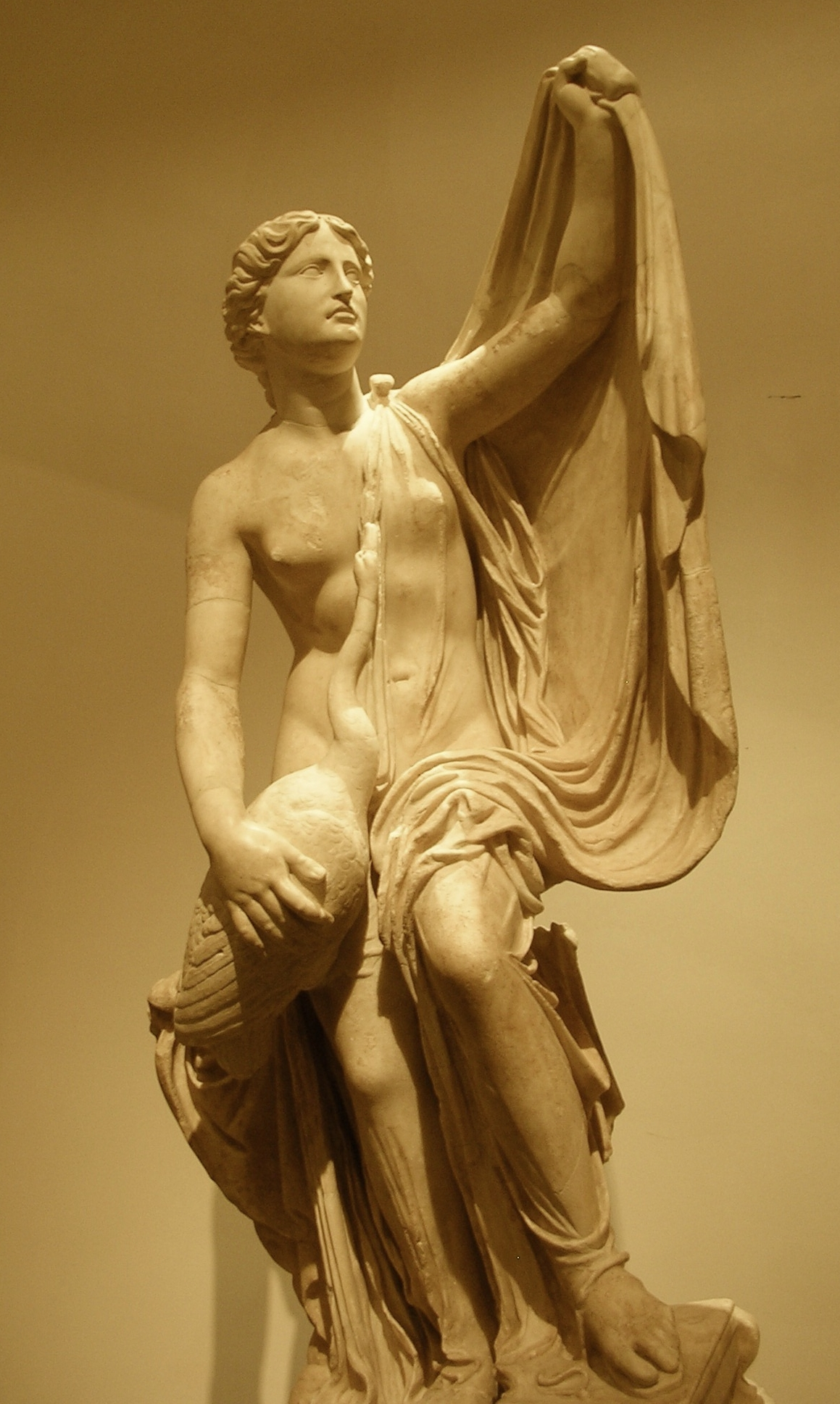
現存していないティモテウスの古代ローマ彫刻から影響を受けていると考えられている（プラド美術館）

「レダと白鳥」という題材は、男女間の性愛よりも女性と白鳥の性愛を描いた絵画のほうがまだしも好ましいとする、現在の考えからすると奇妙にも思える16世紀の風潮によって広まった。この題材で最初期に描かれた絵画の性愛描写は、当時の優れた画家たちが男女間の性愛を描いたどの絵画よりも露骨な性愛描写を伴うことがあった。性愛を扱った版画である『イ・モーディ』が発表から数年後に、ローマ教皇庁から製作者の投獄、原版の破棄を命じられたことからも分かるように、その当時は男女間の性愛を描写することは危険な行為だったのである。ルネサンス期になっても性愛描写は危険を伴うものであり、それはレダと白鳥をモチーフに描かれた、三枚の有名な絵画がたどった運命からも明らかである（後述）。
このテーマが描写された最初期の作品は、大部分がヴェネツィアで作製された版画だった。私的に所蔵されていたもので、古代ローマの詩人オウィディウスの『変身物語』の記述を元にしている作品が多い。また、ロレンツォ・デ・メディチは古代ローマ時代のサルコファガスと宝石を所蔵しており、そのどちらにも寝そべったレダのモチーフが使われている。
このモチーフを描いたルネサンス初期の作品として知られているのは、1499年に出版された『ヒュプネロトマキア・ポリフィリ』の挿絵に使われた木版画である。この木版画には、勝利の車 (Triumphal car) を牽く人々など数多くの人が周囲にいるにもかかわらず、その車の中でレダと白鳥が情熱的に愛を交わす様子が描写されている。また、版画家のジョヴァンニ・バッティスタ・パルンバが1503年ごろにレダと白鳥の性愛描写をモチーフにした版画を製作しており、これは人目のない田園での情景として描かれている。他にもジュリオ・カンパニョーラ (en:Giulio Campagnola) の作であると考えられている版画があり、この作品ではレダの様子ははっきりとは描かれていない。パルンバには、レオナルド・ダ・ヴィンチの習作の影響を受けて1512年ごろに製作したと見られる、地面に座って子供たちと遊ぶレダの版画もある。
絵画や版画だけでなく、小さな装飾品などにもこのモチーフは用いられている。ベンヴェヌート・チェッリーニは芸術家としての活動初期にメダルを製作しており、その表面にアントニオ・アボンディオ (en:Antonio Abondio) が彫刻をしてローマの公妾に奉げたものが、現在もウィーンに残っている。

## ルネサンス期の絵画

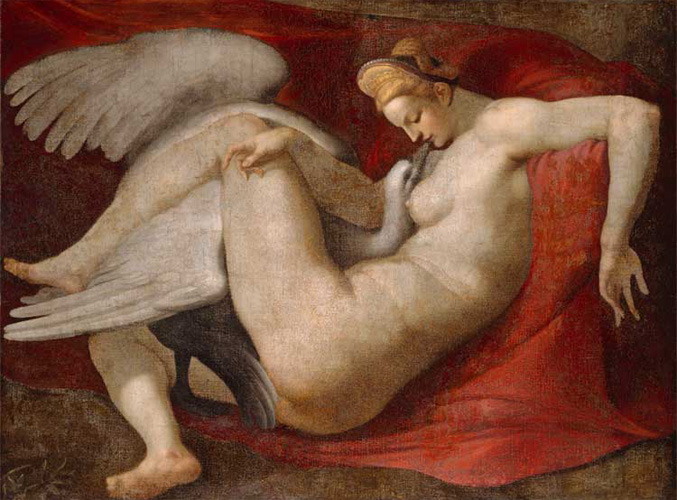
現存していないミケランジェロの絵画の模写 16世紀 ナショナル・ギャラリー、ロンドン）

1504年にレオナルド・ダ・ヴィンチは、地面に座って子供たちと遊ぶレダという主題の作品を描くために習作を始めたが、結局この作品は描かれてはいないと考えられている。そしてレオナルドは1508年に、同じ主題だがまったく別の構成の絵画を描いた。その絵画が、白鳥を抱擁して裸で立っているレダと大きな卵から生まれたばかりの二組の双子が描かれている『レダと白鳥』だった。レオナルドが描いたオリジナルの『レダと白鳥』は現存しておらず、意図的に破棄されたと考えられている。しかし多くの模写が残っており、オリジナルがどういった絵画だったのかを知ることができる。
ミケランジェロの作品にも、同じく現存せず意図的に破棄されたと思われる『レダと白鳥』がある。1529年にフェラーラ公アルフォンソ・デステが、フェラーラにある自身の宮殿のために依頼した、レダと白鳥をモチーフとしたテンペラ画である。この作品のためにミケランジェロが描いたラフ画は弟子のアントニオ・ミーニに渡された。1533年にミーニが死去するまで、フランス人のパトロンのためにミケランジェロのラフ画を模写していたこともあって、このラフ画は百年以上保管されていた。
この絵画の構図は多くの模写、模造によって知られている。コルネリス・デ・ボスの版画（1563年ごろ）、バルトロメオ・アンマナーティの大理石彫刻（バルジェロ美術館、フィレンツェ）、若年のルーベンスがイタリア滞在時に模写した2枚の絵画（1530年ごろ、ナショナル･ギャラリー、ロンドン）などである。1530年ごろに描かれたこの作品で、レダはマニエリスムの特徴とも言える、長く引き伸ばされてねじれたポーズで描かれており（「蛇のような人体 figura serpentinata」）、これはその当時よく見られた表現手法であった。さらにプラドにあるローマ時代の彫刻群はミケランジェロの作品であると、少なくとも19世紀までは信じられていた。

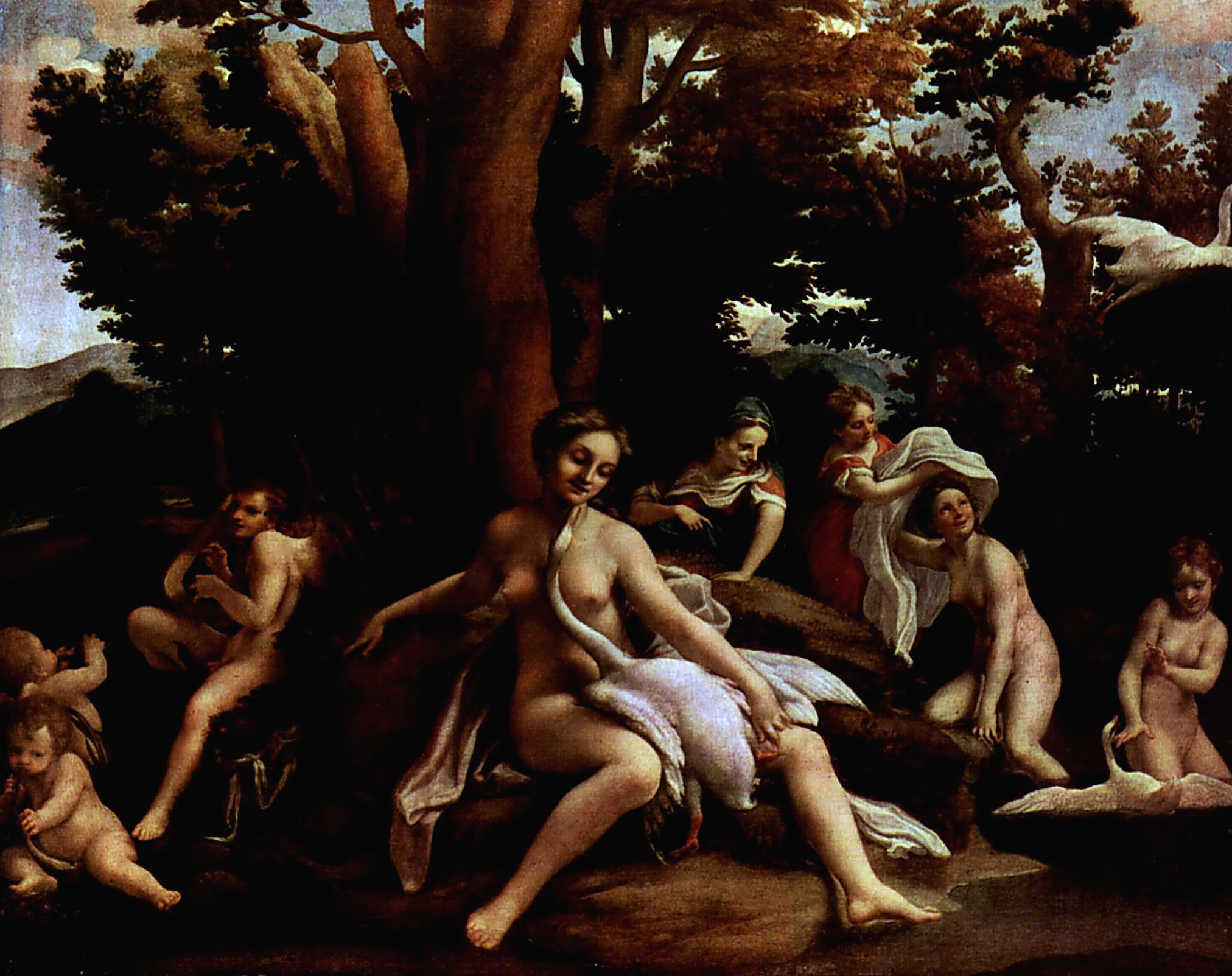
コレッジョの絵画（1531年 - 1532年） 絵画館（ベルリン）

ルネサンス期における最後の有名な『レダと白鳥』は、コレッジョが1530年ごろに描いた、ベルリンの絵画館所蔵の緻密な構成の作品である。この絵画はフランス王ルイ15世の摂政で、絵画収集家としても知られるオルレアン公フィリップ2世が所有していたときに大きな損傷を受けた。彼の息子のルイも熱烈なまでの芸術愛好家だったが、自身の行動に対する周期的な道徳心の高下に悩まされており、あるときこの作品に描かれたレダをナイフで切り裂いたのである。修復はされたものの、完全にもとの状態に戻すことは不可能だった。
レオナルドとミケランジェロの『レダと白鳥』は、どちらもフランス王家が所有していたときに失われた。絵画の所有者の死去後、残された道徳心の強い未亡人あるいは絵画の相続人によって破棄されたものと考えられている。
有名なこれらの絵画のほかにも「レダと白鳥」をモチーフに描かれたルネサンス期の作品は数多い。繰り返し出版されたオウィディウスの著作に描かれた挿絵などが挙げられるが、ほとんどは前述の3作品から派生した構成・構図の作品である。

## モダン・アート

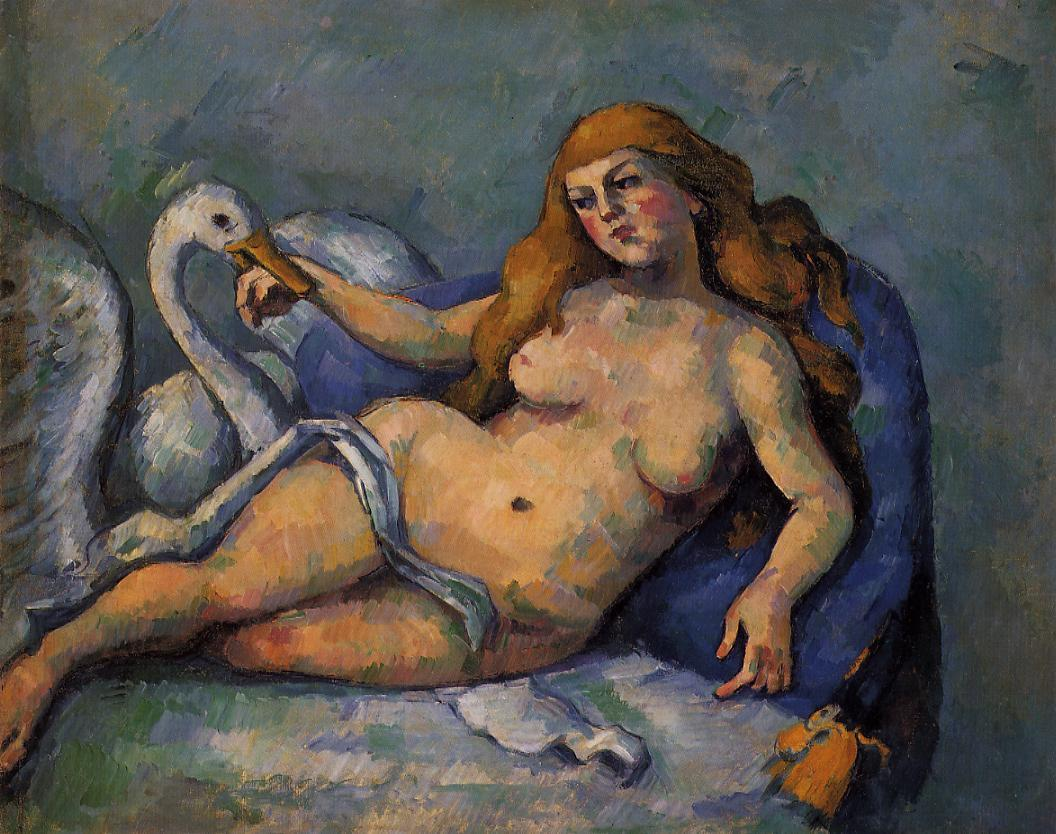
セザンヌの絵画（1880年 - 1882年）

「レダと白鳥」はイタリアとフランスの一部でのみ見られるモチーフであり、北欧にはほとんど存在しない。ブーシェの官能的な絵画は別として、18世紀から19世紀初頭には忘れ去られたモチーフとなっていたが、19世紀終わりから20世紀にかけて再び有名なモチーフとなり、象徴主義や表現主義の芸術家たちに取り上げられることとなった。
象徴主義の画家サイ・トゥオンブリーは1962年に情熱的なレダと白鳥をモチーフにした作品を描いた。現在この絵画はニューヨーク近代美術館に所蔵されている。
アバンギャルド映像作家のクルト・クレン (en:Kurt Kren) は、ウィーン・アクショニズム (en:Viennese Actionism)のメンバーであるオットー・ミュール (en:Otto Muehl)、ヘルマン・ニッチュとともに、『7/64 Leda mit der Schwan』というタイトルの映像作品を1964年に発表している。この作品はレダと白鳥という古典的モチーフ、表現を留めており、ほぼ全編にわたって若い女性が白鳥を抱擁している。
写真家のチャーリー・ホワイト (en:Charlie White (artist)) は「And Jeapordize the Integrity of the Hull」という一連の作品で、レダをモチーフとした写真を撮っている。この作品には白鳥（ゼウス）は比喩的にしか表現されていない。
インドのマディヤ・プラデーシュ州北部に位置する都市グワーリヤルにあるジャイ・ヴィラース宮殿の博物館には、やや露骨に描写された等身大のレダと白鳥の大理石彫刻がある。

## 詩
ルネサンス期フランスの詩人ピエール・ド・ロンサールは、彼がよく知っていたと考えられているミケランジェロの絵画に触発されて「La Défloration de Lède」という詩を書いた。レダと白鳥をモチーフにした他の多くの芸術家同様、白鳥のくちばしがレダの口に入っている場面を表現した詩である。
アイルランドの現代詩人イェイツは1920年に『レダと白鳥』という詩の初版を出版した。心理学的リアリズム (en:Psychological novel) と神話的表現が融合した作品で、白鳥によるレダへの陵辱を描き出している。

## ギャラリー

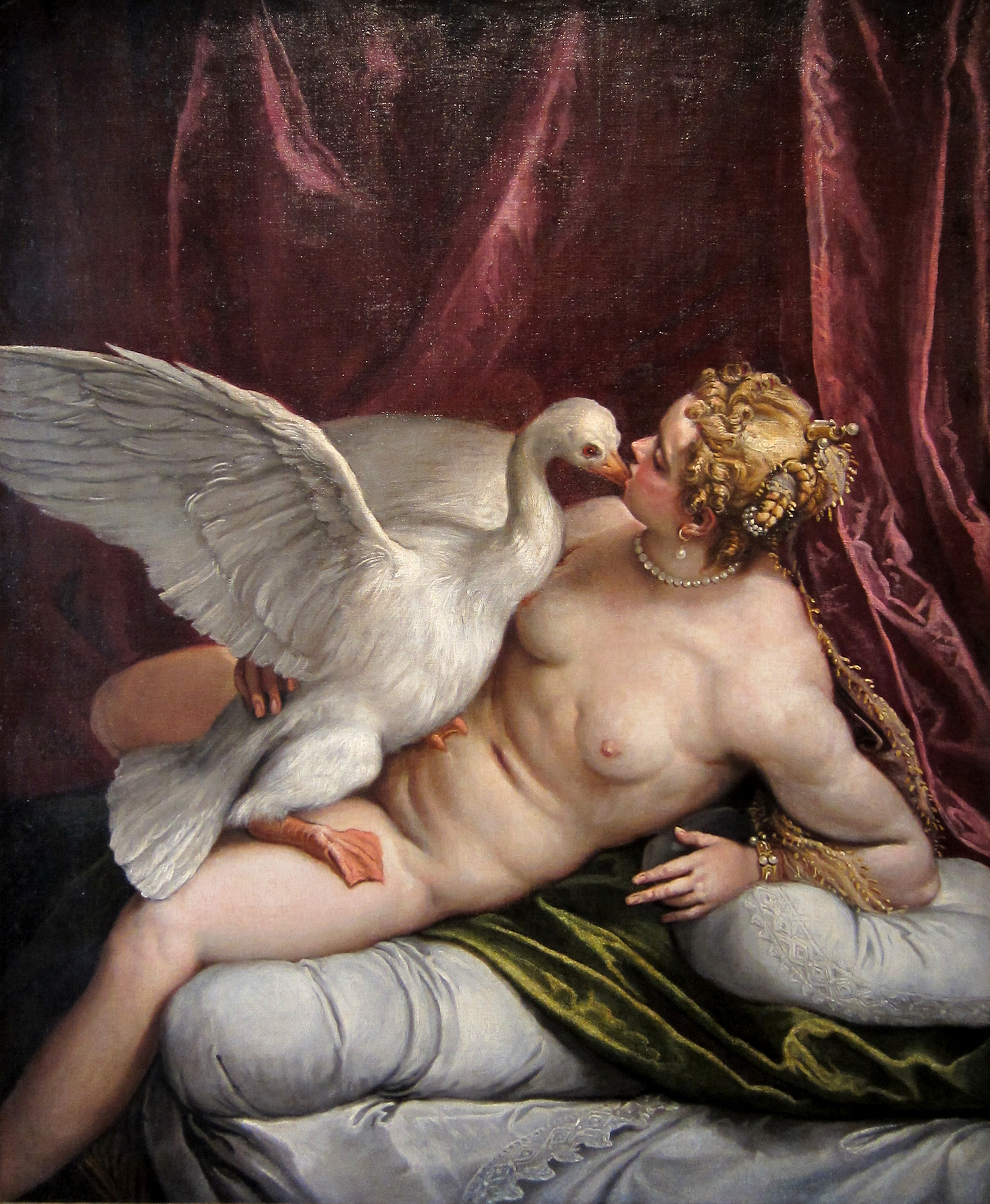
パオロ・ヴェロネーゼ『レダと白鳥』1585年頃 フェッシュ美術館（英語版）所蔵
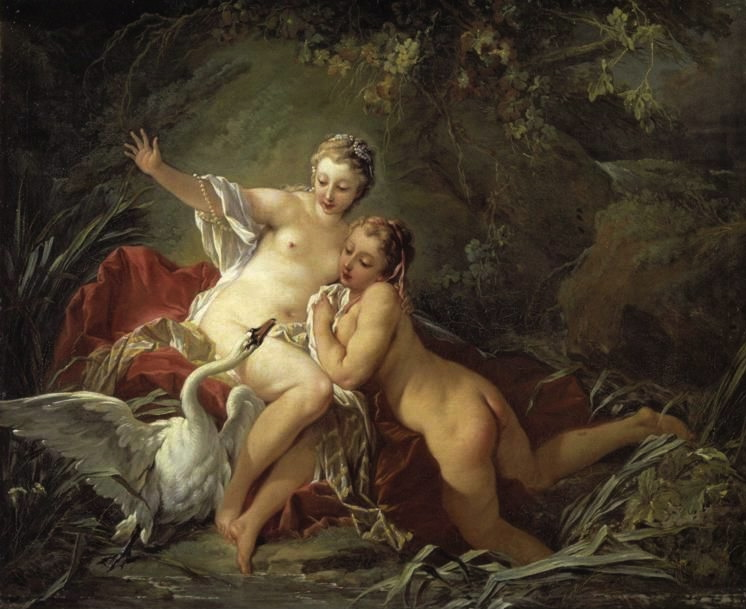
フランソワ・ブーシェ『レダと白鳥』1742年 スウェーデン国立美術館所蔵
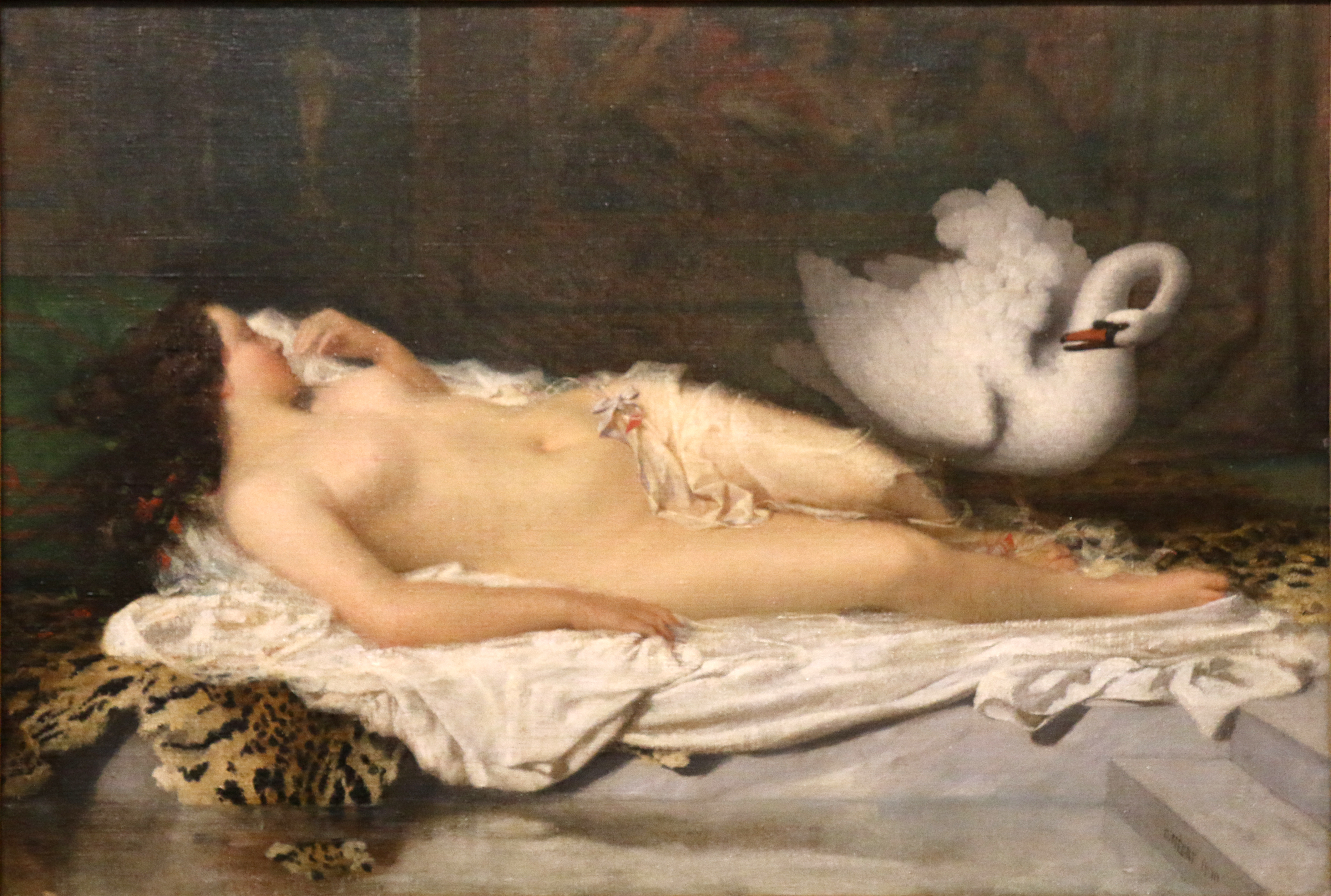
シャルル・ネグレ『レダと白鳥』1840年-1850年頃 プロヴァンス美術歴史博物館所蔵
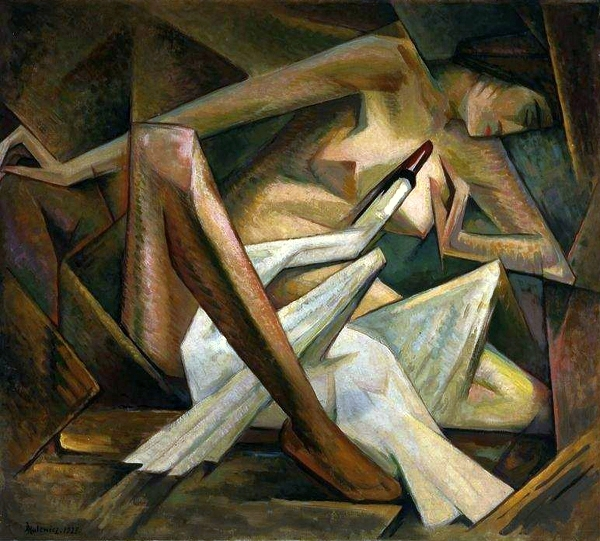
イェジー・ヒュルウィッツ（ドイツ語版）『レダと白鳥』1928年 ワルシャワ国立美術館所蔵